# Saison 2018-2019 des Celtics de Boston
La saison 2018-2019 des Celtics de Boston est la 73e saison de la franchise en National Basketball Association (NBA).

## Draft
| Tour | Choix | Joueur          | Poste | Nationalité | Provenance      |
| ---- | ----- | --------------- | ----- | ----------- | --------------- |
| 1    | 27    | Robert Williams | C     | États-Unis  | Aggies du Texas |

## Matchs

### Summer League
| Summer League Total: 4-2 |

| Match | Date match | Équipe       | Score    | Meilleur marqueur      | Meilleur rebondeur      | Meilleur passeur  | Lieux Spectateurs    | Série |
| ----- | ---------- | ------------ | -------- | ---------------------- | ----------------------- | ----------------- | -------------------- | ----- |
| 1     | 6 juillet  | Philadelphie | V 95-89  | Ojeleye, Yabusele (16) | Jabari Bird (8)         | Pierriá Henry (8) | Thomas & Mack Center | 1 - 0 |
| 2     | 7 juillet  | Denver       | D 69-82  | Jabari Bird (24)       | Hassan Martin (7)       | Semi Ojeleye (4)  | Cox Pavilion         | 1 - 1 |
| 3     | 9 juillet  | Charlotte    | V 100-80 | Bird, Uthoff (16)      | Guerschon Yabusele (8)  | Jabari Bird (5)   | Cox Pavilion         | 2 - 1 |
| 4     | 12 juillet | New York     | V 82-75  | Semi Ojeleye (21)      | Jabari Bird (10)        | Pierriá Henry (6) | Thomas & Mack Center | 3 - 1 |
| 5     | 14 juillet | Miami        | V 74-72  | Pierriá Henry (15)     | Guerschon Yabusele (10) | Pierriá Henry (5) | Thomas & Mack Center | 4 - 1 |
| 6     | 15 juillet | Portland     | D 80-95  | Trey Davis (19)        | Hassan Martin (9)       | Henry, Conger (4) | Thomas & Mack Center | 4 - 2 |

### Pré-saison
| Pré-saison Total: 1-3 (Domicile : 1-1 ; Extérieur : 0-2) |

| Match | Date match   | Équipe      | Score     | Meilleur marqueur   | Meilleur rebondeur | Meilleur passeur    | Lieux               | Série |
| ----- | ------------ | ----------- | --------- | ------------------- | ------------------ | ------------------- | ------------------- | ----- |
| 1     | 28 septembre | @ Charlotte | D 97-104  | Jaylen Brown (14)   | Semi Ojeleye (8)   | Horford, Irving (3) | Dean Smith Center   | 0 - 1 |
| 2     | 30 septembre | Charlotte   | V 115-112 | Kyrie Irving (20)   | Baynes, Morris (6) | Irving, Rozier (4)  | TD Garden           | 1 - 1 |
| 3     | 2 octobre    | Cleveland   | D 95-102  | Marcus Smart (15)   | Aron Baynes (7)    | Al Horford (4)      | TD Garden           | 1 - 2 |
| 4     | 6 octobre    | @ Cleveland | D 102-113 | Morris, Rozier (17) | Aron Baynes (6)    | Al Horford (7)      | Quicken Loans Arena | 1 - 3 |

### Saison régulière
| Saison régulière Total: 49-33 (Domicile : 28-13 ; Extérieur : 21-20) |

| Match | Date match | Équipe          | Score     | Meilleur marqueur | Meilleur rebondeur | Meilleur passeur  | Lieux                   | Série |
| ----- | ---------- | --------------- | --------- | ----------------- | ------------------ | ----------------- | ----------------------- | ----- |
| 1     | 16 octobre | Philadelphie    | V 105-87  | Jayson Tatum (23) | Marcus Morris (10) | Kyrie Irving (7)  | TD Garden               | 1 - 0 |
| 2     | 19 octobre | @ Toronto       | D 101-113 | Kyrie Irving (21) | Al Horford (10)    | Al Horford (9)    | Scotiabank Arena        | 1 - 1 |
| 3     | 20 octobre | @ New York      | V 103-101 | Jayson Tatum (24) | Jayson Tatum (14)  | Irving, Smart (5) | Madison Square Garden   | 2 - 1 |
| 4     | 22 octobre | Orlando         | D 90-93   | Kyrie Irving (22) | Jayson Tatum (10)  | Kyrie Irving (5)  | TD Garden               | 2 - 2 |
| 5     | 25 octobre | @ Oklahoma City | V 101-95  | Jayson Tatum (24) | Marcus Morris (10) | Kyrie Irving (5)  | Chesapeake Energy Arena | 3 - 2 |
| 6     | 27 octobre | @ Détroit       | V 109-89  | Jaylen Brown (19) | Trois joueurs (8)  | Marcus Smart (9)  | Little Caesars Arena    | 4 - 2 |
| 7     | 30 octobre | Détroit         | V 108-105 | Kyrie Irving (31) | Marcus Morris (9)  | Kyrie Irving (5)  | TD Garden               | 5 - 2 |

| Match | Date match   | Équipe             | Score          | Meilleur marqueur  | Meilleur rebondeur  | Meilleur passeur  | Lieux                      | Série   |
| ----- | ------------ | ------------------ | -------------- | ------------------ | ------------------- | ----------------- | -------------------------- | ------- |
| 8     | 1er novembre | Milwaukee          | V 117-113      | Kyrie Irving (28)  | Terry Rozier (7)    | Al Horford (8)    | TD Garden                  | 6 - 2   |
| 9     | 3 novembre   | @ Indiana          | D 101-102      | Marcus Morris (23) | Brown, Hayward (7)  | Marcus Smart (9)  | Bankers Life Fieldhouse    | 6 - 3   |
| 10    | 5 novembre   | @ Denver           | D 107-115      | Kyrie Irving (31)  | Gordon Hayward (9)  | Al Horford (6)    | Pepsi Center               | 6 - 4   |
| 11    | 8 novembre   | @ Phoenix          | V 116-109 (OT) | Kyrie Irving (39)  | Morris, Tatum (8)   | Kyrie Irving (6)  | Talking Stick Resort Arena | 7 - 4   |
| 12    | 9 novembre   | @ Utah             | D 115-123      | Terry Rozier (22)  | Terry Rozier (6)    | Marcus Smart (6)  | Vivint Smart Home Arena    | 7 - 5   |
| 13    | 11 novembre  | @ Portland         | D 94-100       | Jayson Tatum (27)  | Gordon Hayward (9)  | Kyrie Irving (6)  | Moda Center                | 7 - 6   |
| 14    | 14 novembre  | Chicago            | V 111-82       | Jaylen Brown (18)  | Aron Baynes (11)    | Kyrie Irving (7)  | TD Garden                  | 8 - 6   |
| 15    | 16 novembre  | Toronto            | V 123-116 (OT) | Kyrie Irving (43)  | Al Horford (9)      | Kyrie Irving (11) | TD Garden                  | 9 - 6   |
| 16    | 17 novembre  | Utah               | D 86-98        | Kyrie Irving (20)  | Kyrie Irving (8)    | Trois joueurs (3) | TD Garden                  | 9 - 7   |
| 17    | 19 novembre  | @ Charlotte        | D 112-117      | Kyrie Irving (27)  | Hayward, Morris (8) | Kyrie Irving (11) | Spectrum Center            | 9 - 8   |
| 18    | 21 novembre  | New York           | D 109-117      | Kyrie Irving (22)  | Morris, Tatum (8)   | Kyrie Irving (13) | TD Garden                  | 9 - 9   |
| 19    | 23 novembre  | @ Atlanta          | V 114-96       | Aron Baynes (16)   | Aron Baynes (9)     | Marcus Smart (7)  | State Farm Arena           | 10 - 9  |
| 20    | 24 novembre  | @ Dallas           | D 104-113      | Jayson Tatum (21)  | Aron Baynes (9)     | Kyrie Irving (6)  | American Airlines Center   | 10 - 10 |
| 21    | 26 novembre  | @ Nouvelle-Orléans | V 124-107      | Kyrie Irving (26)  | Marcus Morris (11)  | Kyrie Irving (10) | Smoothie King Center       | 11 - 10 |
| 22    | 30 novembre  | Cleveland          | V 128-95       | Kyrie Irving (29)  | Aron Baynes (9)     | Marcus Smart (7)  | TD Garden                  | 12 - 10 |

| Match | Date match   | Équipe           | Score          | Meilleur marqueur   | Meilleur rebondeur   | Meilleur passeur   | Lieux             | Série   |
| ----- | ------------ | ---------------- | -------------- | ------------------- | -------------------- | ------------------ | ----------------- | ------- |
| 23    | 1er décembre | @ Minnesota      | V 118-109      | Gordon Hayward (30) | Hayward, Tatum (9)   | Kyrie Irving (9)   | Target Center     | 13 - 10 |
| 24    | 6 décembre   | New York         | V 128-100      | Kyrie Irving (22)   | Al Horford (12)      | Kyrie Irving (8)   | TD Garden         | 14 - 10 |
| 25    | 8 décembre   | @ Chicago        | V 133-77       | Jaylen Brown (23)   | Daniel Theis (10)    | Gordon Hayward (6) | United Center     | 15 - 10 |
| 26    | 10 décembre  | Nouvelle-Orléans | V 113-100      | Marcus Morris (31)  | Robert Williams (11) | Terry Rozier (6)   | TD Garden         | 16 - 10 |
| 27    | 12 décembre  | @ Washington     | V 130-125 (OT) | Kyrie Irving (38)   | Jayson Tatum (12)    | Kyrie Irving (7)   | Capital One Arena | 17 - 10 |
| 28    | 14 décembre  | Atlanta          | V 129-108      | Kyrie Irving (24)   | Rozier, Theis (7)    | Marcus Smart (7)   | TD Garden         | 18 - 10 |
| 29    | 15 décembre  | @ Détroit        | V 104-113      | Kyrie Irving (26)   | Trois joueurs (8)    | Kyrie Irving (4)   | Modèle:Nbor       | 18 - 11 |
| 30    | 19 décembre  | Phoenix          | D 103-111      | Kyrie Irving (29)   | Tatum, Williams (8)  | Kyrie Irving (10)  | TD Garden         | 18 - 12 |
| 31    | 21 décembre  | Milwaukee        | D 107-120      | Jaylen Brown (21)   | Kyrie Irving (9)     | Kyrie Irving (7)   | TD Garden         | 18 - 13 |
| 32    | 23 décembre  | Charlotte        | V 119-103      | Kyrie Irving (25)   | Marcus Morris (8)    | Terry Rozier (6)   | TD Garden         | 19 - 13 |
| 33    | 25 décembre  | Philadelphie     | V 121-114 (OT) | Kyrie Irving (40)   | Irving, Tatum (10)   | Al Horford (5)     | TD Garden         | 20 - 13 |
| 34    | 27 décembre  | @ Houston        | D 113-127      | Kyrie Irving (23)   | Hayward, Morris (6)  | Kyrie Irving (11)  | Toyota Center     | 20 - 14 |
| 35    | 29 décembre  | @ Memphis        | V 112-103      | Kyrie Irving (26)   | Jayson Tatum (8)     | Kyrie Irving (13)  | FedExForum        | 21 - 14 |
| 36    | 31 décembre  | @ San Antonio    | D 111-120      | Jaylen Brown (30)   | Jayson Tatum (11)    | Kyrie Irving (8)   | AT&T Center       | 21 - 15 |

| Match | Date match | Équipe       | Score     | Meilleur marqueur   | Meilleur rebondeur | Meilleur passeur     | Lieux                   | Série   |
| ----- | ---------- | ------------ | --------- | ------------------- | ------------------ | -------------------- | ----------------------- | ------- |
| 37    | 2 janvier  | Minnesota    | V 115-102 | Gordon Hayward (35) | Brown, Horford (5) | Marcus Smart (8)     | TD Garden               | 22 - 15 |
| 38    | 4 janvier  | Dallas       | V 114-93  | Jaylen Brown (21)   | Daniel Theis (13)  | Hayward, Horford (8) | TD Garden               | 23 - 15 |
| 39    | 7 janvier  | Brooklyn     | V 116-95  | Kyrie Irving (17)   | Al Horford (9)     | Marcus Smart (7)     | TD Garden               | 24 - 15 |
| 40    | 9 janvier  | Indiana      | V 135-108 | Brown, Morris (22)  | Marcus Morris (8)  | Al Horford (8)       | TD Garden               | 25 - 15 |
| 41    | 10 janvier | @ Miami      | D 99-115  | Kyrie Irving (22)   | Morris, Rozier (6) | Kyrie Irving (5)     | American Airlines Arena | 25 - 16 |
| 42    | 12 janvier | @ Orlando    | D 103-105 | Kyrie Irving (25)   | Al Horford (11)    | Kyrie Irving (6)     | Amway Center            | 25 - 17 |
| 43    | 14 janvier | @ Brooklyn   | D 102-109 | Jayson Tatum (34)   | Brown, Morris (6)  | Terry Rozier (5)     | Barclays Center         | 25 - 18 |
| 44    | 16 janvier | Toronto      | V 117-108 | Kyrie Irving (27)   | Jayson Tatum (10)  | Kyrie Irving (18)    | TD Garden               | 26 - 18 |
| 45    | 18 janvier | Memphis      | V 122-116 | Kyrie Irving (38)   | Aron Baynes (12)   | Kyrie Irving (11)    | TD Garden               | 27 - 18 |
| 46    | 19 janvier | @ Atlanta    | V 113-105 | Kyrie Irving (32)   | Terry Rozier (11)  | Kyrie Irving (5)     | State Farm Arena        | 28 - 18 |
| 47    | 21 janvier | Miami        | V 107-99  | Kyrie Irving (26)   | Al Horford (12)    | Kyrie Irving (10)    | TD Garden               | 29 - 18 |
| 48    | 23 janvier | Cleveland    | V 123-103 | Terry Rozier (26)   | Baynes, Rozier (8) | Terry Rozier (6)     | TD Garden               | 30 - 18 |
| 49    | 26 janvier | Golden State | D 111-115 | Kyrie Irving (32)   | Al Horford (13)    | Kyrie Irving (10)    | TD Garden               | 30 - 19 |
| 50    | 28 janvier | Brooklyn     | V 112-104 | Brown, Smart (21)   | Al Horford (11)    | Rozier, Smart (7)    | TD Garden               | 31 - 19 |
| 51    | 30 janvier | Charlotte    | V 126-94  | Jaylen Brown (24)   | Jaylen Brown (10)  | Terry Rozier (10)    | TD Garden               | 32 - 19 |

| Match                  | Date match  | Équipe         | Score     | Meilleur marqueur   | Meilleur rebondeur | Meilleur passeur     | Lieux                 | Série   |
| ---------------------- | ----------- | -------------- | --------- | ------------------- | ------------------ | -------------------- | --------------------- | ------- |
| 52                     | 1er février | @ New York     | V 113-99  | Kyrie Irving (23)   | Kyrie Irving (10)  | Irving, Rozier (6)   | Madison Square Garden | 33 - 19 |
| 53                     | 3 février   | Oklahoma City  | V 134-129 | Kyrie Irving (30)   | Trois joueurs (7)  | Kyrie Irving (11)    | TD Garden             | 34 - 19 |
| 54                     | 5 février   | @ Cleveland    | V 103-96  | Jayson Tatum (25)   | Brown, Tatum (7)   | Al Horford (8)       | Quicken Loans Arena   | 35 - 19 |
| 55                     | 7 février   | L.A. Lakers    | D 128-129 | Kyrie Irving (24)   | Jayson Tatum (10)  | Kyrie Irving (8)     | TD Garden             | 35 - 20 |
| 56                     | 9 février   | L.A. Clippers  | D 112-123 | Gordon Hayward (19) | Jayson Tatum (8)   | Horford, Smart (5)   | TD Garden             | 35 - 21 |
| 57                     | 12 février  | @ Philadelphie | V 112-109 | Gordon Hayward (26) | Jayson Tatum (10)  | Horford, Rozier (5)  | Wells Fargo Center    | 36 - 21 |
| 58                     | 13 février  | Détroit        | V 118-110 | Jayson Tatum (19)   | Al Horford (14)    | Hayward, Horford (8) | TD Garden             | 37 - 21 |
| NBA All-Star Game 2019 |             |                |           |                     |                    |                      |                       |         |
| 59                     | 21 février  | @ Milwaukee    | D 97-98   | Kyrie Irving (22)   | Al Horford (17)    | Horford, Irving (5)  | Fiserv Forum          | 37 - 22 |
| 60                     | 23 février  | @ Chicago      | D 116-126 | Kyrie Irving (37)   | Morris, Smart (6)  | Kyrie Irving (10)    | United Center         | 37 - 23 |
| 61                     | 26 février  | @ Toronto      | D 95-118  | Marcus Morris (17)  | Jaylen Brown (8)   | Horford, Irving (5)  | Scotiabank Arena      | 37 - 24 |
| 62                     | 27 février  | Portland       | D 92-97   | Kyrie Irving (31)   | Jaylen Brown (10)  | Horford, Smart (5)   | TD Garden             | 37 - 25 |

| Match | Date match | Équipe          | Score     | Meilleur marqueur   | Meilleur rebondeur  | Meilleur passeur   | Lieux               | Série   |
| ----- | ---------- | --------------- | --------- | ------------------- | ------------------- | ------------------ | ------------------- | ------- |
| 63    | 1er mars   | Washington      | V 107-96  | Al Horford (18)     | Marcus Morris (9)   | Kyrie Irving (12)  | TD Garden           | 38 - 25 |
| 64    | 2 mars     | Houston         | D 104-115 | Kyrie Irving (24)   | Kyrie Irving (9)    | Kyrie Irving (6)   | TD Garden           | 38 - 26 |
| 65    | 5 mars     | @ Golden State  | V 128-95  | Gordon Hayward (30) | Gordon Hayward (7)  | Kyrie Irving (11)  | Oracle Arena        | 39 - 26 |
| 66    | 6 mars     | @ Sacramento    | V 111-109 | Jayson Tatum (24)   | Al Horford (11)     | Al Horford (7)     | Golden 1 Center     | 40 - 26 |
| 67    | 9 mars     | @ L.A. Lakers   | V 120-107 | Kyrie Irving (30)   | Al Horford (8)      | Trois joueurs (5)  | Staples Center      | 41 - 26 |
| 68    | 11 mars    | @ L.A. Clippers | D 115-140 | Terry Rozier (26)   | Jaylen Brown (7)    | Kyrie Irving (11)  | Staples Center      | 41 - 27 |
| 69    | 14 mars    | Sacramento      | V 126-120 | Kyrie Irving (31)   | Marcus Morris (13)  | Kyrie Irving (12)  | TD Garden           | 42 - 27 |
| 70    | 15 mars    | Atlanta         | V 129-120 | Kyrie Irving (30)   | Irving, Morris (11) | Irving, Smart (9)  | TD Garden           | 43 - 27 |
| 71    | 18 mars    | Denver          | D 105-114 | Kyrie Irving (30)   | Jayson Tatum (7)    | Horford, Tatum (6) | TD Garden           | 43 - 28 |
| 72    | 20 mars    | @ Philadelphie  | D 115-118 | Kyrie Irving (36)   | Irving, Morris (9)  | Al Horford (5)     | Wells Fargo Center  | 43 - 29 |
| 73    | 22 mars    | @ Charlotte     | D 117-124 | Kyrie Irving (31)   | Marcus Morris (9)   | Marcus Smart (8)   | Spectrum Center     | 43 - 30 |
| 74    | 24 mars    | San Antonio     | D 96-115  | Marcus Smart (14)   | Gordon Hayward (10) | Kyrie Irving (12)  | TD Garden           | 43 - 31 |
| 75    | 26 mars    | @ Cleveland     | V 116-106 | Smart, Tatum (21)   | Al Horford (8)      | Al Horford (5)     | Quicken Loans Arena | 44 - 31 |
| 76    | 29 mars    | Indiana         | V 114-112 | Kyrie Irving (30)   | Aron Baynes (13)    | Marcus Smart (6)   | TD Garden           | 45 - 31 |
| 77    | 30 mars    | @ Brooklyn      | D 96-110  | Gordon Hayward (19) | Brown, Hayward (6)  | Terry Rozier (4)   | Barclays Center     | 45 - 32 |

| Match | Date match | Équipe       | Score     | Meilleur marqueur   | Meilleur rebondeur    | Meilleur passeur      | Lieux                   | Série   |
| ----- | ---------- | ------------ | --------- | ------------------- | --------------------- | --------------------- | ----------------------- | ------- |
| 78    | 1er avril  | Miami        | V 110-105 | Kyrie Irving (25)   | Baynes, Horford (11)  | Al Horford (10)       | TD Garden               | 46 - 32 |
| 79    | 3 avril    | @ Miami      | V 112-102 | Gordon Hayward (25) | Aron Baynes (10)      | Gordon Hayward (5)    | American Airlines Arena | 47 - 32 |
| 80    | 5 avril    | @ Indiana    | V 117-97  | Jayson Tatum (22)   | Aron Baynes (11)      | Kyrie Irving (6)      | Bankers Life Fieldhouse | 48 - 32 |
| 81    | 7 avril    | Orlando      | D 108-116 | Kyrie Irving (23)   | Marcus Morris (8)     | Al Horford (7)        | TD Garden               | 48 - 33 |
| 82    | 9 avril    | @ Washington | V 116-110 | Terry Rozier (21)   | Dozier, Williams (11) | Bradley Wanamaker (7) | Capital One Arena       | 49 - 33 |

### Playoffs
| Playoffs Total: 5-4 (Domicile : 2-2 ; Extérieur : 3-2) |

| Match | Date match | Équipe  | Score     | Meilleur marqueur     | Meilleur rebondeur | Meilleur passeur | Lieux                   | Série |
| ----- | ---------- | ------- | --------- | --------------------- | ------------------ | ---------------- | ----------------------- | ----- |
| 1     | 13 avril   | Indiana | V 84-74   | Irving et Morris (20) | Horford (11)       | Irving (7)       | TD Garden               | 1 - 0 |
| 2     | 17 avril   | Indiana | V 99-91   | Irving (37)           | Horford (10)       | Irving (7)       | TD Garden               | 2 - 0 |
| 3     | 19 avril   | Indiana | V 104-96  | Jaylen Brown (23)     | Horford (8)        | Irving (10)      | Bankers Life Fieldhouse | 3-0   |
| 4     | 21 avril   | Indiana | V 110-106 | Hayward (20)          | Horford (12)       | Irving (7)       | Bankers Life Fieldhouse | 4-0   |

| Match | Date match | Équipe      | Score     | Meilleur marqueur  | Meilleur rebondeur | Meilleur passeur  | Lieux        | Série |
| ----- | ---------- | ----------- | --------- | ------------------ | ------------------ | ----------------- | ------------ | ----- |
| 1     | 28 avril   | @ Milwaukee | V 112-90  | Kyrie Irving (26)  | Al Horford (11)    | Kyrie Irving (11) | Fiserv Forum | 1 - 0 |
| 2     | 30 avril   | @ Milwaukee | D 102-123 | Marcus Morris (17) | Al Horford (8)     | Kyrie Irving (4)  | Fiserv Forum | 1 - 1 |
| 3     | 3 mai      | Milwaukee   | D 116-123 | Kyrie Irving (29)  | Jayson Tatum (11)  | Kyrie Irving (6)  | TD Garden    | 1 - 2 |
| 4     | 6 mai      | Milwaukee   | D 101-113 | Kyrie Irving (23)  | Marcus Morris (14) | Kyrie Irving (10) | TD Garden    | 1 - 3 |
| 5     | 8 mai      | @ Milwaukee | D 91-116  | Kyrie Irving (15)  | Marcus Morris (11) | Al Horford (6)    | Fiserv Forum | 1 - 4 |

### Confrontations en saison régulière
| Conférence Est      | Conférence Est                               | Conférence Est                               | Conférence Est                               | Conférence Est                               | Conférence Ouest                             | Conférence Ouest                             | Conférence Ouest                             |
| Division Atlantique | Division Atlantique                          | Division Atlantique                          | Division Atlantique                          | Division Atlantique                          | Division Nord-Ouest                          | Division Nord-Ouest                          | Division Nord-Ouest                          |
| Équipe              | Domicile                                     | Domicile                                     | Extérieur                                    | Extérieur                                    | Équipe                                       | Domicile                                     | Extérieur                                    |
| ------------------- | -------------------------------------------- | -------------------------------------------- | -------------------------------------------- | -------------------------------------------- | -------------------------------------------- | -------------------------------------------- | -------------------------------------------- |
|                     |                                              |                                              |                                              |                                              | Denver                                       | 105-114                                      | 107-115                                      |
| Brooklyn            | 116-95                                       | 112-104                                      | 102-109                                      | 96-110                                       | Minnesota                                    | 115-102                                      | 118-109                                      |
| New York            | 109-117                                      | 128-100                                      | 103-101                                      | 113-99                                       | Oklahoma City                                | 134-129                                      | 101-95                                       |
| Philadelphie        | 105-87                                       | 121-114 (OT)                                 | 112-109                                      | 115-118                                      | Portland                                     | 92-97                                        | 94-100                                       |
| Toronto             | 123-116 (OT)                                 | 117-108                                      | 101-113                                      | 95-118                                       | Utah                                         | 86-98                                        | 115-123                                      |
|                     | 7–1                                          | 7–1                                          | 3–5                                          | 3–5                                          |                                              | 2–3                                          | 2–3                                          |
| Division            | 10–6                                         | 10–6                                         | 10–6                                         | 10–6                                         | Division                                     | 4–6                                          | 4–6                                          |
| Division Centrale   | Division Centrale                            | Division Centrale                            | Division Centrale                            | Division Centrale                            | Division Pacifique                           | Division Pacifique                           | Division Pacifique                           |
| Équipe              | Domicile                                     | Domicile                                     | Extérieur                                    | Extérieur                                    | Équipe                                       | Domicile                                     | Extérieur                                    |
| Chicago             | 111-82                                       |                                              | 133-77                                       | 116-126                                      | Golden State                                 | 111-115                                      | 128-95                                       |
| Cleveland           | 128-95                                       | 123-103                                      | 103-96                                       | 116-106                                      | L.A. Clippers                                | 112-123                                      | 115-140                                      |
| Detroit             | 108-105                                      | 118-110                                      | 109-89                                       | 104-113                                      | L.A. Lakers                                  | 128-129                                      | 120-107                                      |
| Indiana             | 135-108                                      | 114-112                                      | 101-102                                      | 117-97                                       | Phoenix                                      | 103-111                                      | 116-109 (OT)                                 |
| Milwaukee           | 117-113                                      | 107-120                                      | 97-98                                        |                                              | Sacramento                                   | 126-120                                      | 111-109                                      |
|                     | 8–1                                          | 8–1                                          | 5–4                                          | 5–4                                          |                                              | 1–4                                          | 4–1                                          |
| Division            | 13–5                                         | 13–5                                         | 13–5                                         | 13–5                                         | Division                                     | 5–5                                          | 5–5                                          |
| Division Sud-Est    | Division Sud-Est                             | Division Sud-Est                             | Division Sud-Est                             | Division Sud-Est                             | Division Sud-Ouest                           | Division Sud-Ouest                           | Division Sud-Ouest                           |
| Équipe              | Domicile                                     | Domicile                                     | Extérieur                                    | Extérieur                                    | Équipe                                       | Domicile                                     | Extérieur                                    |
| Atlanta             | 129-108                                      | 129-120                                      | 114-96                                       | 113-105                                      | Dallas                                       | 114-93                                       | 104-113                                      |
| Charlotte           | 119-103                                      | 126-94                                       | 112-117                                      | 117-124                                      | Houston                                      | 104-115                                      | 113-127                                      |
| Miami               | 107-99                                       | 110-105                                      | 99-115                                       | 112-102                                      | Memphis                                      | 122-116                                      | 112-103                                      |
| Orlando             | 90-93                                        | 108-116                                      | 103-105                                      |                                              | New Orleans                                  | 113-100                                      | 124-107                                      |
| Washington          | 107-96                                       |                                              | 130-125 (OT)                                 | 116-110                                      | San Antonio                                  | 96-115                                       | 111-120                                      |
|                     | 7–2                                          | 7–2                                          | 5–4                                          | 5–4                                          |                                              | 3–2                                          | 2–3                                          |
| Division            | 12–6                                         | 12–6                                         | 12–6                                         | 12–6                                         | Division                                     | 5–5                                          | 5–5                                          |
| Conférence          | 35–17 (Domicile : 22–4 ; Extérieur : 13–13)  | 35–17 (Domicile : 22–4 ; Extérieur : 13–13)  | 35–17 (Domicile : 22–4 ; Extérieur : 13–13)  | 35–17 (Domicile : 22–4 ; Extérieur : 13–13)  | Conférence                                   | 14–16 (Domicile : 6–9 ; Extérieur : 8–7)     | 14–16 (Domicile : 6–9 ; Extérieur : 8–7)     |
| Total               | 49–33 (Domicile : 28–13 ; Extérieur : 21–20) | 49–33 (Domicile : 28–13 ; Extérieur : 21–20) | 49–33 (Domicile : 28–13 ; Extérieur : 21–20) | 49–33 (Domicile : 28–13 ; Extérieur : 21–20) | 49–33 (Domicile : 28–13 ; Extérieur : 21–20) | 49–33 (Domicile : 28–13 ; Extérieur : 21–20) | 49–33 (Domicile : 28–13 ; Extérieur : 21–20) |

## Classements de la saison régulière
| Conférence Est | Conférence Est         | Conférence Est | Conférence Est | Conférence Est | Conférence Est | Conférence Est | Conférence Est |
| No             | Franchise              | Vic.           | Déf.           | MJ             | V/D            | GB             |                |
| -------------- | ---------------------- | -------------- | -------------- | -------------- | -------------- | -------------- | -------------- |
| 1              | Bucks de Milwaukee     | 60             | 22             | 82             | .732           | –              |                |
| 2              | Raptors de Toronto     | 58             | 24             | 82             | .707           | 2              |                |
| 3              | 76ers de Philadelphie  | 51             | 31             | 82             | .622           | 9              |                |
| 4              | Celtics de Boston      | 49             | 33             | 82             | .598           | 11             |                |
| 5              | Pacers de l'Indiana    | 48             | 34             | 82             | .585           | 12             |                |
| 6              | Nets de Brooklyn       | 42             | 40             | 82             | .512           | 18             |                |
| 7              | Magic d'Orlando        | 42             | 40             | 82             | .512           | 18             |                |
| 8              | Pistons de Détroit     | 41             | 41             | 82             | .500           | 19             |                |
|                |                        |                |                |                |                |                |                |
| 9              | Hornets de Charlotte   | 39             | 43             | 82             | .476           | 21             |                |
| 10             | Heat de Miami          | 39             | 43             | 82             | .476           | 21             |                |
| 11             | Wizards de Washington  | 32             | 50             | 82             | .390           | 28             |                |
| 12             | Hawks d'Atlanta        | 29             | 53             | 82             | .354           | 31             |                |
| 13             | Bulls de Chicago       | 22             | 60             | 82             | .268           | 38             |                |
| 14             | Cavaliers de Cleveland | 19             | 63             | 82             | .232           | 41             |                |
| 15             | Knicks de New York     | 17             | 65             | 82             | .207           | 43             |                |

| Division Atlantique       | V  | D  | MJ | V/D  | GB | Dom   | Ext   | Div  |
| ------------------------- | -- | -- | -- | ---- | -- | ----- | ----- | ---- |
| Raptors de Toronto (2)    | 58 | 24 | 82 | .707 | –  | 32–9  | 26–15 | 12–4 |
| 76ers de Philadelphie (3) | 51 | 31 | 82 | .622 | 7  | 31–10 | 20–21 | 8–8  |
| Celtics de Boston (4)     | 49 | 33 | 82 | .598 | 9  | 28–13 | 21–20 | 10–6 |
| Nets de Brooklyn (6)      | 42 | 40 | 82 | .512 | 16 | 23–18 | 19–22 | 8–8  |
| Knicks de New York (15)   | 17 | 65 | 82 | .207 | 41 | 9–32  | 8–33  | 2–14 |

## Effectif
| Celtics de Boston Effectif en fin de saison régulière            | Celtics de Boston Effectif en fin de saison régulière | Celtics de Boston Effectif en fin de saison régulière | Celtics de Boston Effectif en fin de saison régulière | Celtics de Boston Effectif en fin de saison régulière |
| ---------------------------------------------------------------- | ----------------------------------------------------- | ----------------------------------------------------- | ----------------------------------------------------- | ----------------------------------------------------- |
| Entraîneur : Brad Stevens                                        |                                                       |                                                       |                                                       |                                                       |
| Pivot / Ailier fort                                              | 46                                                    | Drapeau de l'Australie                                | Aron Baynes                                           | Washington State                                      |
| Arrière / Ailier                                                 | 7                                                     | Drapeau des États-Unis                                | Jaylen Brown                                          | California                                            |
| Arrière                                                          | 50                                                    | Drapeau des États-Unis                                | P. J. Dozier (TW)                                     | South Carolina                                        |
| Meneur                                                           | 8                                                     | Drapeau des États-Unis                                | Jonathan Gibson                                       | New Mexico State                                      |
| Ailier / Ailier fort                                             | 20                                                    | Drapeau des États-Unis                                | Gordon Hayward                                        | Butler                                                |
| Pivot / Ailier fort                                              | 42                                                    | Drapeau de la République dominicaine                  | Al Horford                                            | Florida                                               |
| Arrière                                                          | 28                                                    | Drapeau des États-Unis                                | R. J. Hunter (TW)                                     | Georgia State                                         |
| Meneur                                                           | 11                                                    | Drapeau des États-Unis                                | Kyrie Irving                                          | Duke                                                  |
| Ailier / Ailier fort                                             | 13                                                    | Drapeau des États-Unis                                | Marcus Morris                                         | Kansas                                                |
| Ailier / Ailier fort                                             | 37                                                    | Drapeau des États-Unis                                | Semi Ojeleye                                          | SMU                                                   |
| Meneur / Arrière                                                 | 12                                                    | Drapeau des États-Unis                                | Terry Rozier                                          | Louisville                                            |
| Arrière                                                          | 36                                                    | Drapeau des États-Unis                                | Marcus Smart                                          | Oklahoma State                                        |
| Ailier                                                           | 0                                                     | Drapeau des États-Unis                                | Jayson Tatum                                          | Duke                                                  |
| Ailier fort / Pivot                                              | 27                                                    | Drapeau de l'Allemagne                                | Daniel Theis                                          | Brose Baskets                                         |
| Meneur                                                           | 9                                                     | Drapeau des États-Unis                                | Bradley Wanamaker                                     | Pittsburgh                                            |
| Ailier fort / Pivot                                              | 44                                                    | Drapeau des États-Unis                                | Robert Williams (R)                                   | Texas A&M                                             |
| Ailier fort / Pivot                                              | 30                                                    | Drapeau de la France                                  | Guerschon Yabusele                                    | Rouen MB                                              |
|                                                                  |                                                       |                                                       |                                                       |                                                       |
| (C) - Capitaine, (R) - Rookie, (TW) - Two-way contract, - Blessé |                                                       |                                                       |                                                       |                                                       |

## Transactions

### Échanges
| 23 juillet 2018 | A Celtics de BostonRodney Purvis                      | A Thunder d'Oklahoma CityAbdel Nader Compensation financière de 450,000 $ |
| 7 février 2019  | A Celtics de BostonFutur second tour de draft protégé | A Hawks d'AtlantaJabari Bird Compensation financière de 2 055 910 $       |

### Joueurs qui re-signent
| Date       | Joueur       | Contrat                                                 |
| ---------- | ------------ | ------------------------------------------------------- |
| 06/07/2018 | Aron Baynes  | Contrat de 10 646 880 $ sur 2 ans.                      |
| 19/07/2018 | Marcus Smart | Contrat de 52 000 000 $ sur 4 ans.                      |
| 26/07/2018 | Jabari Bird  | Contrat partiellement garanti de 2 937 614 $ sur 2 ans. |

### Options dans les contrats
| Date       | Joueur             | Option                                                                     |
| ---------- | ------------------ | -------------------------------------------------------------------------- |
| 31/10/2018 | Jaylen Brown       | Boston active son option d'équipe de 6 534 829 $ pour la saison 2019-2020. |
| 31/10/2018 | Jayson Tatum       | Boston active son option d'équipe de 7 830 000 $ pour la saison 2019-2020. |
| 31/10/2018 | Guerschon Yabusele | Boston active son option d'équipe de 3 117 240 $ pour la saison 2019-2020. |

### Arrivés

#### Draft
| Date       | Joueur          | Contrat                                  | Provenance             |
| ---------- | --------------- | ---------------------------------------- | ---------------------- |
| 05/07/2018 | Robert Williams | Contrat rookie de 9 283 858 $ sur 4 ans. | Aggies du Texas (NCAA) |

#### Agents libres
| Date       | Joueur            | Contrat                                          | Provenance     |
| ---------- | ----------------- | ------------------------------------------------ | -------------- |
| 02/07/2018 | Bradley Wanamaker | Contrat de 838,464 $ sur 1 an.                   | Fenerbahçe SK  |
| 09/04/2018 | Jonathan Gibson   | Contrat de 17 092 $ jusqu'à la fin de la saison. | Qingdao Eagles |

#### Two-way contract
| Date       | Joueur           | Provenance                            |
| ---------- | ---------------- | ------------------------------------- |
| 25/07/2018 | Walter Lemon Jr. | Mad Ants de Fort Wayne (NBA G-League) |
| 20/08/2018 | P. J. Dozier     | Thunder d'Oklahoma City               |
| 10/01/2019 | R. J. Hunter     | BayHawks d'Érié (NBA G-League)        |

#### Contrats de 10 jours
| Date       | Joueur      | Contrat                            | Provenance       |
| ---------- | ----------- | ---------------------------------- | ---------------- |
| 24/03/2019 | Greg Monroe | Contrat de 122 344 $ sur 10 jours. | Nets de Brooklyn |

#### Camps d'entraînement
| Date       | Joueur              | Contrat                             | Provenance                              |
| ---------- | ------------------- | ----------------------------------- | --------------------------------------- |
| 04/09/2018 | Justin Bibbs        | Contrat non garanti de 838,464 $.   | Hokies de Virginia Tech (NCAA)          |
| 04/09/2018 | Nick King           | Contrat non garanti de 838,464 $.   | Blue Raiders de Middle Tennessee (NCAA) |
| 04/09/2018 | Jeff Roberson       | Contrat non garanti de 838,464 $.   | Commodores de Vanderbilt (NCAA)         |
| 01/10/2018 | Marcus Georges-Hunt | Contrat non garanti de 1 512 601 $. | Timberwolves du Minnesota               |

### Départs

#### Agents libres
| Date       | Joueur          | Nouvelle équipe          |
| ---------- | --------------- | ------------------------ |
| 01/07/2018 | Jonathan Gibson | Qingdao Eagles           |
| 01/07/2018 | Shane Larkin    | Anadolu Efes Spor Kulübü |
| 01/07/2018 | Greg Monroe     | Raptors de Toronto       |
| 03/04/2019 | Greg Monroe     | 76ers de Philadelphie    |

#### Joueurs coupés
| Date       | Joueur         | Nouvelle équipe    |
| ---------- | -------------- | ------------------ |
| 15/07/2018 | Kadeem Allen   | Knicks de New York |
| 30/07/2018 | Rodney Purvis  | Heat de Miami      |
| 29/11/2018 | Walt Lemon Jr. |                    |

#### Non retenu après les camps d’entraînements
| Joueur              |
| ------------------- |
| Justin Bibbs        |
| Marcus Georges-Hunt |
| Nick King           |
| Jeff Roberson       |

## Joueurs "agents libres" à la fin de la saison
| Joueur            | Fin de saison         |
| ----------------- | --------------------- |
| P. J. Dozier      | Agent libre restreint |
| Jonathan Gibson   | Agent libre restreint |
| R. J. Hunter      | Agent libre           |
| Marcus Morris     | Agent libre           |
| Terry Rozier      | Agent libre restreint |
| Daniel Theis      | Agent libre restreint |
| Bradley Wanamaker | Agent libre restreint |

### Options en fin de saison
| Joueur       | Fin de saison  |
| ------------ | -------------- |
| Aron Baynes  | Option joueur. |
| Al Horford   | Option joueur. |
| Kyrie Irving | Option joueur. |

## Récompenses
| Date       | Joueur       | Récompense                            |
| ---------- | ------------ | ------------------------------------- |
| 15 février | Jayson Tatum | ☆ Rising Stars Challenge - Team USA ☆ |
| 17 février | Kyrie Irving | ☆ All-Star 2019 ☆                     |